# Pál Rácz (Politiker)
Pál Rácz (* 4. Januar 1928 in Borș, Rumänien; † 22. März 1986 in Budapest) war ein Diplomat und Offizier in der Volksrepublik Ungarn. Er war unter anderem von 1964 bis 1968 Botschafter in Ägypten sowie von 1969 bis 1970 erstmals stellvertretender Außenminister. Als Generalmajor (Vezérőrnagy) war er von 1970 bis 1974 stellvertretender Innenminister sowie Leiter der für den Staatssicherheitsdienst Államvédelmi Hatóság und die politische Geheimpolizei der Ungarischen Volksrepublik zuständigen Hauptgruppe BM III Staatssicherheit (Állambiztonsági) und im Anschluss zwischen 1974 und 1976 zunächst erneut stellvertretender Außenminister. Nachdem er von 1976 bis 1980 als Staatssekretär die zweithöchste Funktion im Außenministerium (Külügyminisztérium) bekleidet hatte, war er von 1980 bis 1986 Ständiger Vertreter bei den Vereinten Nationen in New York City.

## Leben

### Eintritt in den diplomatischen Dienst und Tätigkeit für den Geheimdienst

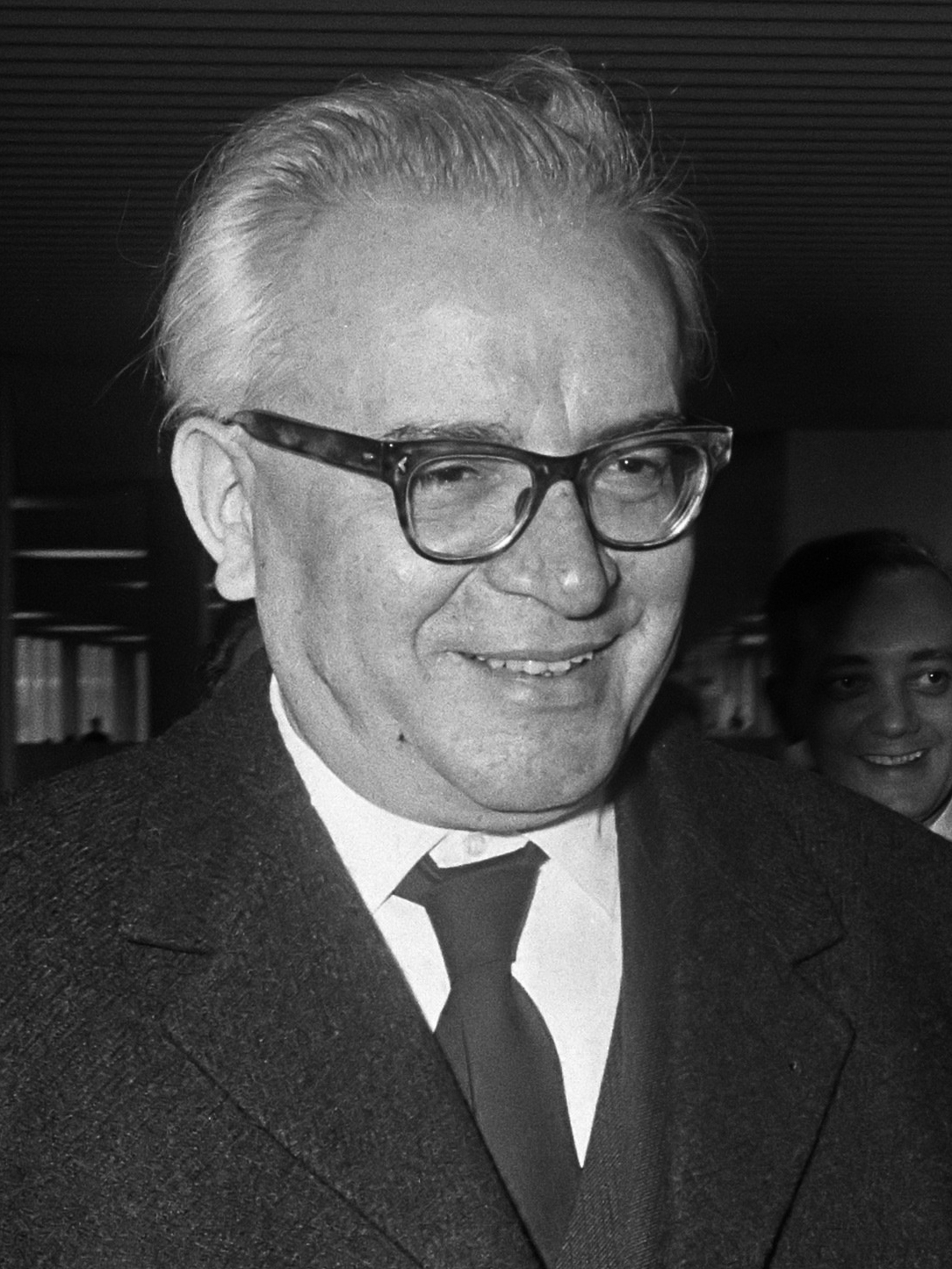
Mit dem späteren Außenminister János Péter bereiste Pál Rácz 1957 mehrere afrikanische und asiatische Länder und war unter diesem zwischen 1969 und 1970 stellvertretender Außenminister.

Pál Rácz, Sohn von Piroska Kiss, arbeitete nach dem Schulbesuch bereits ab dem zehnten Lebensjahr von 1938 bis 1945 als Laufbursche und Hilfsarbeiter in einer Brauerei in Nagyvárad sowie im Anschluss von 1946 bis 1947 als Mitarbeiter der Presseabteilung der Nationalen Vereinigung der Landarbeiter und Kleinbauern FÉKOSZ (Földmunkások és Kisbirtokosok Országos Szövetség). Danach war er zwischen Januar und Oktober 1948 Leiter der Geschäftsstelle des Demokratischen Jugendverbandes MÁDISZ (Magyar Demokratikus Ifjúsági Szövetség) und in dieser Funktion zugleich Herausgeber von deren Jugendzeitung Magvető. 1948 wurde er Mitarbeiter der Haushaltsabteilung des Außenministeriums (Külügyminisztérium) und nach einem sechsmonatigen Besuch der Hochschule für auswärtige Angelegenheiten (Külügyi kollégium) zwischen Juni 1949 und 1950 Sprecher der Politischen Hauptabteilung des Außenministeriums.
1952 übernahm er erstmals einen Posten an einer Auslandsvertretung und fungierte zwischen 1950 und 1953 als Attaché sowie zuletzt als Zweiter Sekretär an der Botschaft in der Schweiz. Tatsächlich wurde er bereits 1952 als Oberleutnant (Főhadnagy) Mitarbeiter des Geheimdienstes des Innenministeriums BM (Belügyminisztérium) und übte mit geringfügigen Unterbrechungen bis 1963 seinen Dienst im In- und Ausland im Wesentlichen für den Geheimdienst aus. Er war zwischen Januar und November 1953 stellvertretender Leiter der Abteilung Westeuropa in der Politischen Hauptabteilung des Außenministeriums und absolvierte in dieser Zeit ein Fernstudium an der Akademie für Auswärtige Angelegenheiten (Külügyi Akadémia). Danach war er als verdeckter Mitarbeiter des BM von Oktober 1953 bis 1955 unter seinem Decknamen „János Arany“ offiziell Zweiter beziehungsweise Erster Sekretär an der Gesandtschaft in der Föderative Volksrepublik Jugoslawien (FVRJ). Während seines Auslandsdienstes in Belgrad verbrachte er 1954 als Mitarbeiter der Presseabteilung des Außenministeriums drei Monate in Genf auf der Außenministerkonferenz zur Erörterung der Korea- und Indochina-Frage. 1955 war er als Mitarbeiter der Presseabteilung zum Treffen der Regierungschefs der Vier Mächte ein weiteres Mal in Genf.
Nachdem Rácz zwischen 1955 und 1956 zunächst als Zweiter Sekretär an der Botschaft in den USA fungierte, war er von 1956 bis 1957 Mitglied der ungarischen Delegation bei den Vereinten Nationen UN in New York City, wo im März 1953 seine Beförderung zum Hauptmann (Százados) erfolgte. Nach Aufdeckung seiner tatsächlichen Tätigkeit für den Geheimdienst wurde er im Juni 1957 aus den Vereinigten Staaten ausgewiesen. 1957 stattete er im Auftrag der ungarischen Regierung in Begleitung von János Péter und Károly Szarka mehreren afrikanischen und asiatischen Ländern einen offiziellen Besuch ab, bei dem die offizielle ungarische Position zur sogenannten „ungarischen Frage“ nach der gewaltsamen Niederschlagung des Volksaufstandes (23. Oktober bis 4. November 1956) dargestellt wurde. Daraufhin wechselte er an die Botschaft in Frankreich, an der zwischen 1957 und 1960 Botschaftsrat Zweiter Klasse sowie zeitweise Geschäftsträger war. Nach seiner Rückkehr fungierte er von 1960 bis 1963 als Leiter der Länder-Hauptabteilung IV des Außenministeriums und wurde in dieser Verwendung am 15. April 1962 zum Major (Őrnagy).

### Botschafter, stellvertretender Minister und Ständiger Vertreter bei den Vereinten Nationen

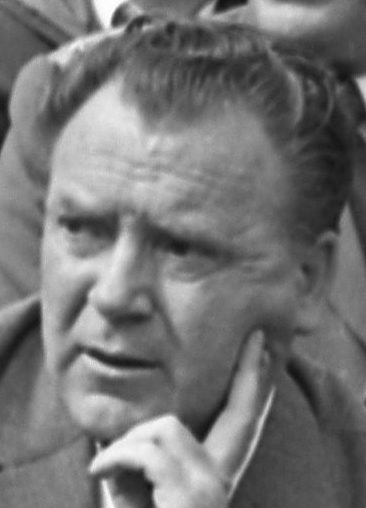
Unter Innenminister András Benkei war Rácz zwischen 1970 und 1974 stellvertretender Innenminister sowie Leiter der für den Staatssicherheitsdienst und die politische Geheimpolizei der Ungarischen Volksrepublik zuständigen Hauptgruppe BM III Staatssicherheit.

1963 wurde Pál Rácz, der zeitweise die Marxismus-Leninismus-Abenduniversität besucht sowie fortgeschrittene Sprachprüfungen in Englisch, Französisch, Spanisch und Rumänisch absolviert hatte, außerordentlicher und bevollmächtigter Botschafter in Ägypten und bekleidete diese Funktion bis 1968, woraufhin Károly Szarka seine Nachfolge antrat. Zugleich war er von 1964 bis 1968 auch als Botschafter im Jemen, zwischen 1964 und 1968 Gesandter sowie zuletzt 1968 Botschafter im Sudan, von 1964 bis 1965 Gesandter in Äthiopien sowie zudem zwischen 1967 und 1968 Botschafter in Libyen. Obwohl die Leiter von Botschaften und Handelsvertretungen nicht für die Arbeit für den Geheimdienst rekrutiert werden durften, gab es jedoch viele von ihnen, die zuvor im Nachrichtendienst gearbeitet hatten und von dort den Posten eines Botschafters oder Botschafters erreichten, als sie – zumindest formal – ihre Verbindung abbrachen mit dem Geheimdienst, vor allem, um im Falle einer Ergreifung einen großen diplomatischen Skandal zu vermeiden. Nach seiner Rückkehr war er von 1968 bis 1969 erst Leiter einer Abteilung sowie anschließend von 1969 bis 1970 erstmals stellvertretender Außenminister und damit einer der Vertreter des damaligen Außenministers.
Daraufhin kehrte Rácz ins Innenministerium zurück und wurde am 20. November 1970 zum Generalmajor (Vezérőrnagy) befördert. Daraufhin war er von 1970 bis zu seiner Ablösung durch Generalmajor Lajos Karasz 1974 stellvertretender Innenminister sowie Leiter der für den Staatssicherheitsdienst und die politische Geheimpolizei der Ungarischen Volksrepublik zuständigen Hauptgruppe BM III Staatssicherheit (Állambiztonsági).
Im Anschluss war er zwischen 1974 und 1976 erneut stellvertretender Außenminister und bekleidete daraufhin als Staatssekretär von August 1976 bis 1980 die zweithöchste Funktion im Außenministerium (Külügyminisztérium) nach dem damaligen Außenminister Frigyes Puja. Am 22. März 1975 wurde er zudem auf dem XI. Parteikongress zum Mitglied des Zentralkomitees (ZK) der Ungarischen Sozialistischen Arbeiterpartei MSZMP (Magyar Szocialista Munkáspárt). Zuletzt wurde er 1980 Nachfolger von Imre Hollai als Ständiger Vertreter bei den Vereinten Nationen in New York City und damit Leiter der ungarischen UN-Delegation. Auf diesem hohen diplomatischen Posten verblieb er bis zu seinem Tode am 22. März 1986, woraufhin Ferenc Esztergályos ihn ablöste. Ihm zu Ehren wurde 1986 die Pál-Rácz-Gedenkbibliothek benannt, die Bibliothek des in New York ansässigen Instituts für Ost-West-Sicherheitsstudien (Institute for East-West Security Studies), dessen Vorstandsmitglied er war.